# 波斯豹
波斯豹（學名：Panthera pardus ciscaucasica）也稱高加索豹，是體型最大的豹亞種，原來只生活在土耳其東部、高加索山脈和伊朗北部、土庫曼斯坦南部和阿富汗西部部份地區。在所有分佈地區都已經瀕危，成年個體約有871–1,290只，並且其數量依然在不斷下降。19世紀劃分出的、原產於土耳其西南部的安納托利亞豹（Panthera pardus tulliana）現已併入該亞種。

## 分類學
俄羅斯探險家康斯坦丁·薩圖寧在1914年依據一具來自庫班河地區的標本，首次以P.p. ciscaucasica命名波斯豹。1927年，英國動物學家雷金納德·英尼斯·波考克以一具不同地區的標本將之命名為 P. p. saxicolor。現二者已被認為是同一個物種。

## 特徵
波斯豹是一種大型豹，重量可超90（200英磅），皮毛色澤較淡，但是個體之間色澤不一。
根據25只伊朗波斯豹個體得出的計量生物學，波斯豹的平均體長為259（102英寸）。

## 分佈與棲息地
波斯豹曾分佈在幾乎整個高加索地區，2001年至2005年間的一項調查顯示大高加索以西已經不存在波斯豹了，伊朗是現在擁有波斯豹最多的國家。1992年蘇聯解體使得波斯豹保護系統被削弱，也造成了一定數量的波斯豹被獵殺。相關的數據不足也影響了對其現狀的更確切評估。
2008年，世界上大約只存在871–1,290只成年波斯豹：
- 550–850只在伊朗[7]
- 200–300只在阿富汗，具體情況不明
- 78–90只在土庫曼斯坦
- 少於10–13只在亞美尼亞
- 少於10–13只在阿塞拜疆
- 少於10只在俄羅斯北高加索
- 少於5只在土耳其[11]
- 少於5只在格魯吉亞
- 約3 -4只在纳戈尔诺-卡拉巴赫

波斯豹遠離沙漠、常年積雪地和都市地區。其棲息地包括大高加索的亞高山帶草甸、闊葉林帶和崎嶇的山澗以及伊朗和小高加索的山地及針葉林帶。只有少數孤立個體才四處活動。一些地區的物種數量依靠伊朗波斯豹的遷徙才得以維持。

### 伊朗
實際上波斯豹在伊朗各地都有分佈，只是北多（69%）南少。現存於74個受保護地區和非保護區中，主要發現於厄爾布爾士山脈、札格羅斯山脈。伊朗的厄爾布爾士山脈的赫卡尼亞森林被認為是該國最終要的波斯豹保護區，該地溫度在−23 °C（−9 °F）-49 °C（120 °F）之間，不過波斯豹最常見於溫度為13—18 °C（55—64 °F），年降雨量超過200毫米的地區。
伊朗的中厄爾布爾士保護區是該國最大的波斯豹保護區，面積約3,500平方（1,400平方英里）。2008年1月一隻雄性波斯豹被發現在小檗属植物下撒尿，之後它有數次在同一地區被拍攝到。
在設拉子東北部的班慕國家公園，設於2007年秋至2008年春的相機陷阱在一塊面積約321.12平方（123.99平方英里）拍攝到七隻波斯豹。

### 亞美尼亞
在亞美尼亞，波斯豹與人類共存的記錄可以追溯到早全新世，二十世紀中期波斯豹還常見於該國山脈中。現在耶烈萬東南的霍斯洛夫國家保護區崎嶇山地是該國波斯豹最多的地區，2000年10月至2002年7月該地一片780平方（300平方英里）的地區發現了不到10只波斯豹。在亞美尼亞最南端的梅格里山嶺也有波斯豹存在，2006年8月至2007年4月有意只波斯豹被相機陷阱捕捉到，同時這片296.9平方（114.6平方英里）的地區也沒有發現其他波斯豹的蹤跡。當地的捕獵陷阱和非法狩獵者可能還捕捉到4-10只波斯豹，因為波斯豹襲擊牲畜和當地人對森林資源的需要造成了二者之間幾乎不可調和的矛盾。

### 阿塞拜疆
在阿塞拜疆的塔里什山脉有波斯豹分佈，不過它們有時也會跑到伊朗那一邊去，在該國西北部的伊蘇里國家自然保護區也有其蹤跡。
儘管偶有目擊報導，但是自1990年代以來就沒有絕對證據可以證實波斯豹還生活在阿塞拜疆了，直到2007年3月在希爾凡國家公園才有一個相機陷阱捕捉到了一頭波斯豹。
2012年9月，贊格祖爾國家公園拍到了一張波斯豹的照相，同年10月，希爾凡國家公園再次發現波斯豹。
2013年3月，在該國南部的列里克附近的Hamarmeşə有報導稱一位18歲的女性遭到了波斯豹的致命襲擊。同年5月，一隻表現出領地行為的雌性波斯豹出現在贊格祖爾國家公園。

### 格魯吉亞
自1954年起，波斯豹就被認為已在格魯吉亞境內滅絕，2001年4月，一隻成年雌性波斯豹被人在卡巴爾達-巴爾卡爾共和國邊境發現，它的兩個幼崽被人逮到并送往了俄羅斯西伯利亞動物園。2003年冬，動物學家在該國南部的一個國家公園發現了波斯豹的足跡，隨後相機陷阱數次拍攝到一頭雄性波斯豹。波斯豹也見於該國靠近達吉斯坦共和國的兩個地點。

### 俄羅斯北高加索地區
俄羅斯的波斯豹可能存在於達吉斯坦共和國、西高加索、印古什共和國和車臣，西高加索已沒有其蹤跡。2009年，在索契國家公園創立了一個波斯豹引進中心，自2009年9月起兩隻來自土庫曼斯坦的雄性波斯豹開始生活在這裡，2010年5月又有兩隻來自伊朗的雌性波斯豹加入。他們的後代將被放入高加索生物保護區中。

## 習性
波斯豹的食性取決於它們生長的地區，主要包括野山羊、狍、鹅喉羚、西高加索羱羊、歐洲盤羊和野豬等有蹄動物。它們有時也會捕捉非洲冕豪猪和草兔等小型動物，偶爾會襲擊牲畜和牧羊犬。
研究顯示伊朗之所以有大量的波斯豹一定程度上要取決於該地的野山羊和野綿羊。曾有記錄顯示波斯豹曾攻擊中亞野驢。

## 與人類的關係

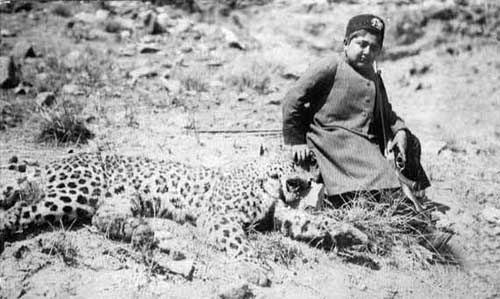
艾哈邁德沙·卡扎爾與一頭被獵殺的波斯豹

波斯豹受非法狩獵影響，邊境地區的軍隊和人類砍伐山林也是其數量下降的重要原因。
伊朗波斯豹的主要威脅來自非法狩獵以及伊朗過多的牲畜，在保護區外的波斯豹生命堪憂。該地區氣候逐漸變得更加乾旱也影響了其食物野山羊等的數量。一項評估顯示2007年至2011年間在伊朗死亡的波斯豹中70%是因非法狩獵，18%是因公路事故。

## 保護
波斯豹被列在CITES附錄I中。
2011年12月，根據歐洲瀕危物種項目，有112隻波斯豹生活在動物園，其中包括48頭雄豹、50只雌豹和5只不超過12個月大的未成年豹。

## 擴展閱讀
- Zakaria, M. and Sanei, A. (2011). Conservation and management prospects of the Persian and Malayan leopards. Asia Life Sciences Supplment 7: 1–5.
- Sanei, A., Zakaria, M. (2008). Distribution of “Panthera pardus” in Iran in relation to its habitat and climate type. In: Saiful, A. A., Norhayati, A., Shuhaimi, M.O., Ahmad, A.K. and A.R. Zulfahmi (eds.) “Third Regional symposium on environment and natural resources.” Universiti Kebangsan Malaysia, Malaysia
- Sanei, A. (2007). Analysis of leopard (Panthera pardus) status in Iran (No.1) （页面存档备份，存于）. Sepehr Publication Center (In Persian), Tehran, 298 p. ISBN 978-964-6123-74-8.
- Aghili, A. (2005). Leopard Survey in Caucasus Ecoregion (Northwest) of Iran. Leopard Conservation Society, Centre for Sustainable Development (CENESTA), Iran Department of Environment, Natural Environment & Biodiversity Office
- Shakula, V. (2004). First record of leopard in Kazakhstan （页面存档备份，存于）. Cat News 41: 11–12.
- Zulfiqar, A. (2001). Leopard in Pakistan’s North West Frontier Province. Cat News 35: 9–10.
- Woodroffe, R. (2000). Predators and people: using human densities to interpret declines of large carnivores （页面存档备份，存于）. Animal Conservation (2000) 3: 165–173.
- Janashvili, A. (1984). "Leopard". Georgian Soviet Encyclopedia. Vol. 11. Tbilisi, Pp. 567
- Gasparyan, K.M. and F. S. Agadjanyan. (1974). The panther in Armenia. Biological Journal of Armenia 27: 84–87.

## 外部連結
- Persian leopard bibliography[永久]
- Leopards .:. wild-cat.org — Information about research and conservation of leopards in Asia （页面存档备份，存于）
- Asian Leopard Specialist Society: Research, Conservation and Management of Asian leopard subspecies （页面存档备份，存于）
- msnbc.com August 2007 : Zoo reveals rare Persian leopard triplets （页面存档备份，存于）
- Iranian Cheetah Society : Leopards in Crisis in Northern Iran
- Persian Leopard Online Portal: An online database and recording system for the Persian leopard records in Iran （页面存档备份，存于）